# Aprile (film)
Aprile è un film del 1998 scritto, diretto e interpretato da Nanni Moretti.
È stato presentato in concorso al 51º Festival di Cannes.

## Trama
Il film si apre con il discorso di Emilio Fede al TG4 per annunciare la vittoria di Silvio Berlusconi alle elezioni politiche del 1994. Nanni Moretti è sconcertato dalla vittoria della destra e pensa di girare un documentario a proposito della figura di Berlusconi e sul conflitto d'interessi. Tuttavia il progetto verrà accantonato per fare posto ad un musical.
Ma nel 1996 ci saranno le elezioni politiche anticipate e Moretti (che nel frattempo aveva sospeso a tempo indeterminato il musical per mancanza d'idee) ripensa al suo progetto del film politico.
Contemporaneamente la moglie gli rivela di essere incinta e da quel momento la vita di Moretti si divide tra il lavoro sul documentario e il figlio (nato il 18 aprile) a cui dedica tantissimo tempo. Incontra notevoli difficoltà professionali e soprattutto personali nel suo nuovo ruolo di padre. Il documentario non verrà realizzato in tempo, quindi Moretti abbandona il progetto (anche per via della vittoria della sinistra) e si dedica nuovamente al musical.

## Produzione
Il film è stato girato principalmente a Roma con alcune scene filmate a Milano, Venezia e Brindisi.

## Incassi
Aprile si classificò al 31º posto tra i primi 100 film di maggior incasso della stagione cinematografica italiana 1997-1998.

## Riconoscimenti
- 1998 - Ciak d'oro
  - Migliore attore non protagonista a Silvio Orlando
  - Miglior manifesto
- 1998 - David di Donatello
  - Miglior attore non protagonista a Silvio Orlando
  - Candidatura per il miglior film
  - Candidatura per il miglior attore protagonista a Nanni Moretti
  - Candidatura per il miglior sonoro a Alessandro Zanon
- 1998 - Festival di Cannes
  - In competizione per la Palma d'oro
- 1999 - Nastro d'argento
  - Candidatura per il  regista del miglior film a Nanni Moretti
  - Candidatura per il miglior attore non protagonista a Silvio Orlando
- 1999 - Premio Goya
  - Candidatura per il miglior film europeo

## Citazioni e riferimenti
- Vengono citati diversi film contemporanei al periodo raccontato, come Heat - La sfida, Casinò, I soliti sospetti e in particolare Strange Days di Kathryn Bigelow, definito da Moretti una «cazzata memorabile».
- L'idea di un musical con protagonista un pasticciere trotzkista era già stata accennata dal regista nell'episodio In Vespa del suo film Caro diario (1993).